# لجنة التنسيق العليا للمعارضة الأردنية

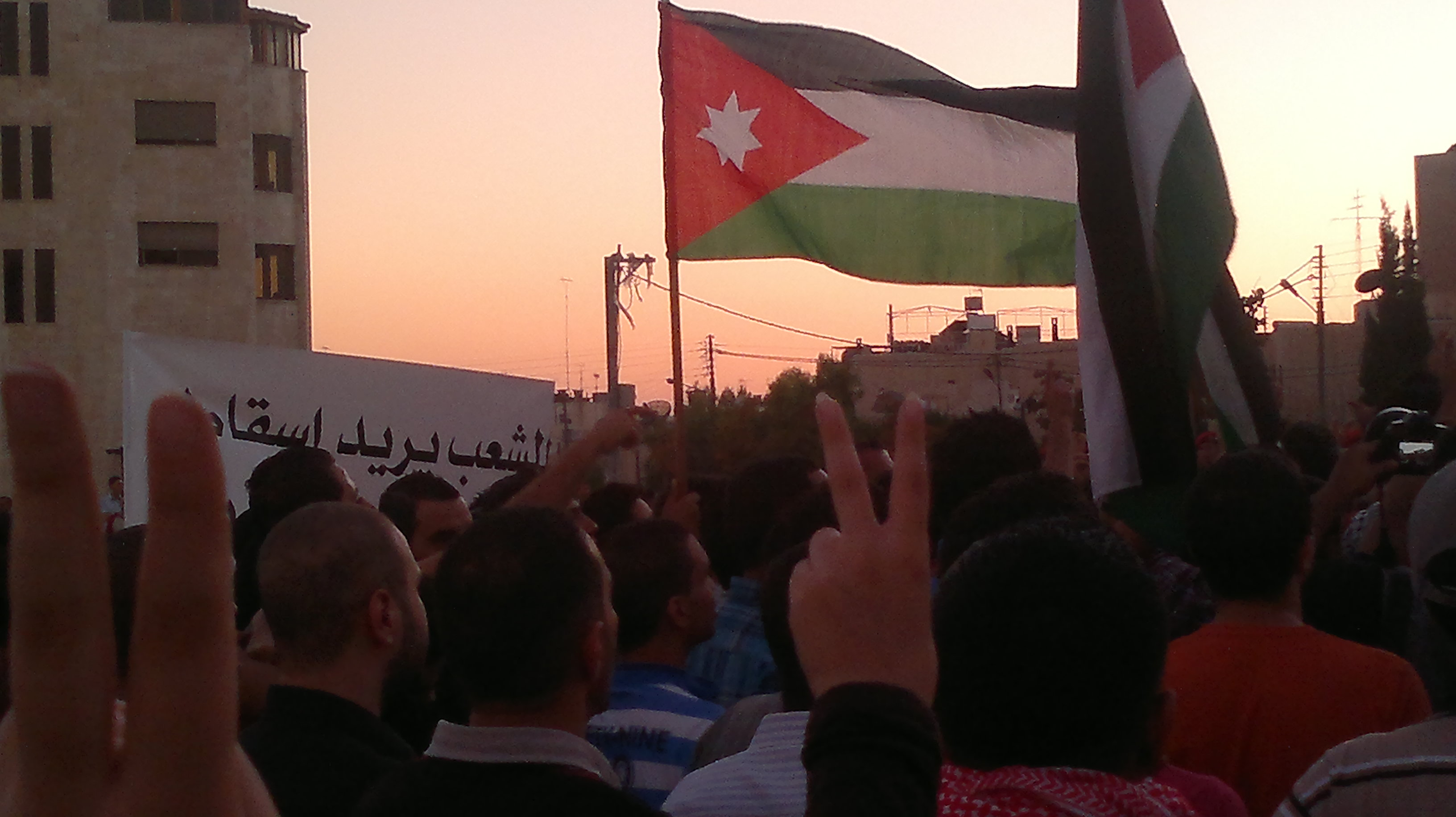
مظاهرات في عمّان تطالب بطرد السفير الإسرائيلي، وإسقاط معاهدة وادي عربة.

لجنة التنسيق العليا لأحزاب المعارضة الوطنية الأردنية هي اللجنة التي تضم أكبر أحزاب المعارضة في المملكة الأردنية الهاشمية ذات التوجه اليساري والقومي والإسلامي. وتضم لجنة التنسيق العليا احزاب: الوحدة الشعبية (وحدة) وجبهة العمل الإسلامي (الإخوان المسلمون) والشيوعي الأردني والشعب الديمقراطي (حشد) وحزبا البعث الاشتراكي والبعث التقدمي والحركة القومية للديمقراطية المباشرة.

## المطالب
تتركز مطالب هذه الأحزاب في الأغلب بالإصلاحات السياسية والاقتصادية والمطالبة بحل مجلس النواب والحكومات الأردنية المتعاقبة المعينة، والمطالبة بتغيير سياسات الأردن داخليا وخارجيا، وهذا مايبدو جليا في مسيرات هذه الأحزاب أمام المسجد الحسيني أو أمام رئاسة مجلس الوزراء أو أمام مجمع النقابات المهنية في الشميساني، حتى أمام بعض السفارات ومكاتب التمثيل الدولية، كما حدث أمام السفارة الإسرائيلية بالرابية أيام الحرب على غزة، ومكتب الأمم المتحدة في عمّان، أو حتى أمام سفارات الدول العربية التي شهدت ثورات مؤخرا. ويعد أمين عام حزب الوحدة الشعبية، د. سعيد ذياب هو الناطق الرسمي باسم اللجنة العليا لإحزاب المعارضة الأردنية. والتي تتم اجتماعاتها في مقر الحزب بعمّان.

## وصلات خارجية
- والاعتصامات الأردنية أمام مجلس الوزراء وأمام المسجد الحسيني في وسط البلد. لجنة التنسيق العليا للمعارضة الأردنية  على فيسبوك.